# Antonio López Guerrero
Antonio López Guerrero (ur. 13 września 1981 w Benidorm) – hiszpański piłkarz występujący na pozycji lewego pomocnika lub obrońcy, reprezentant Hiszpanii.

## Kariera klubowa
López jest wychowankiem Atlético Madryt, jednak w Primera División zadebiutował w 2002 roku w barwach CA Osasuna. W Pampelunie występował przez dwa sezony, w których zagrał w lidze 71 razy i zdobył 2 gole. W 2004 powrócił do Atlético, z którym występuje regularnie w Primera División. Razem z klubem wygrał Ligę Europejską w 2010. W klubie rozegrał do tej pory 197 meczów i strzelił 11 goli.

## Kariera reprezentacyjna
W reprezentacji Hiszpanii López zadebiutował 30 marca 2005 roku w meczu przeciwko Serbii i Czarnogórze. W 2006 znalazł się w składzie drużyny narodowej na Mistrzostwa Świata w Niemczech, na których jego zespół doszedł do 1/8 finału. Antonio López zagrał na turnieju tylko jeden raz, w trzecim meczu grupowym przeciwko Arabii Saudyjskiej (1:0). Do tej pory rozegrał w drużynie narodowej 16 meczów i zdobył 1 bramkę.